# 6158 Shosanbetsu
6158 Shosanbetsu este un asteroid din centura principală, descoperit pe 12 noiembrie 1993, de Tsuneo Niijima și Takeshi Urata.